# Морозовка (Брусиловский район)
Морозовка (укр. Морозівка) — село на Украине, находится в Брусиловском районе Житомирской области.
Население по переписи 2001 года составляет 1146 человек. Занимает площадь 10,05 км².

## География
По селу протекает река Брусиловка, правый приток Здвижа.

## История
Первое письменное упоминание об этом населенном пункте датировано 1607 годом как подтверждение владений шляхтичами Бутовичами.
По рассказам старожилов, название могло происходить от фамилии боярина Морозовича. По одной из версий название перенесли переселенцы из одноименного села на Сквирщине, бежавших от татарских набегов.

## Адрес местного совета
12634, Житомирская область, Брусиловский р-н, с. Морозовка, ул. Мира, 203